# Івар Лу-Юганссон

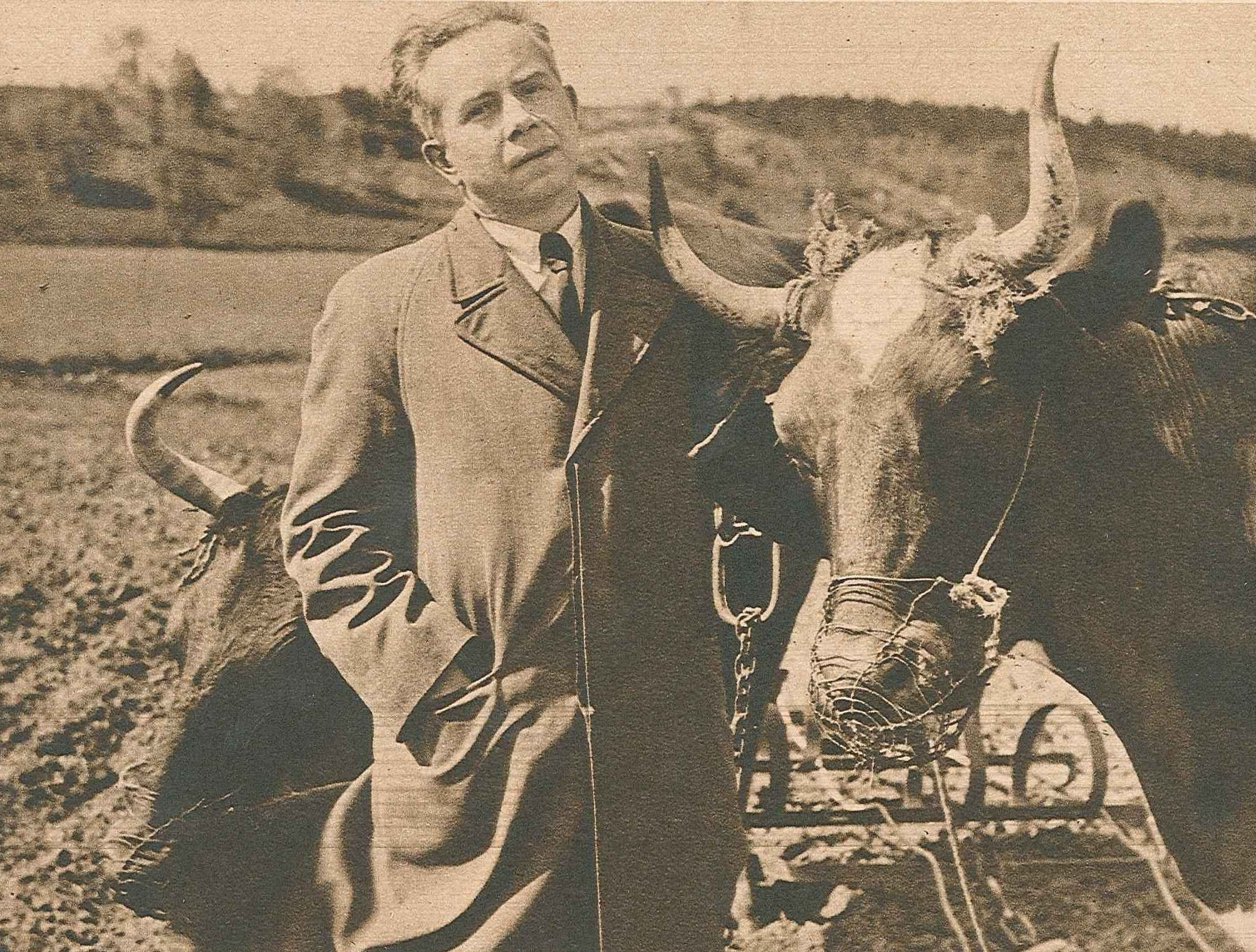
Івар Лу-Юганссон на селі. Орієнтовно 1940 рік.

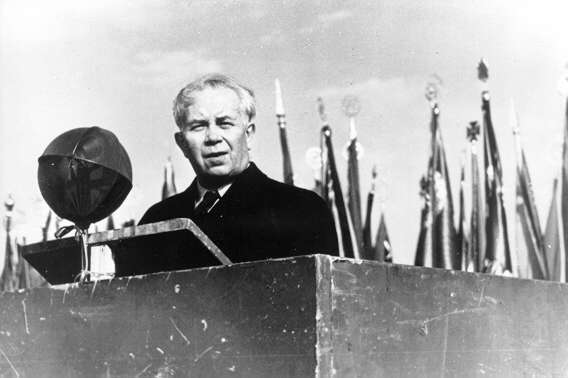
Івар Лу-Юганссон промовляє на Єрдеті 1 травня 1956 року.

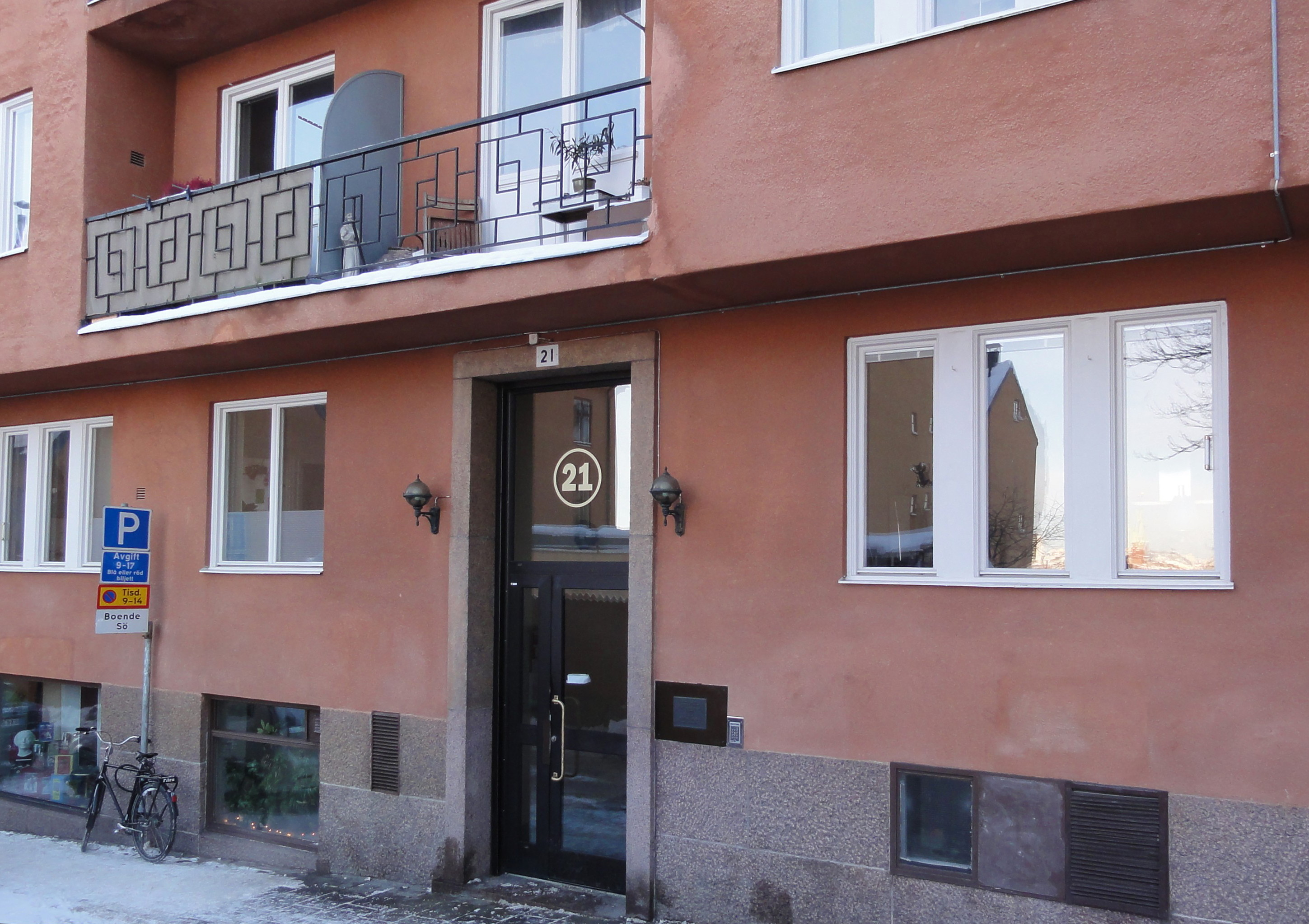
Оселя Івара Лу-Юганссона (будинок № 21 на вулиці Бастуґатан. Тепер це його музей.

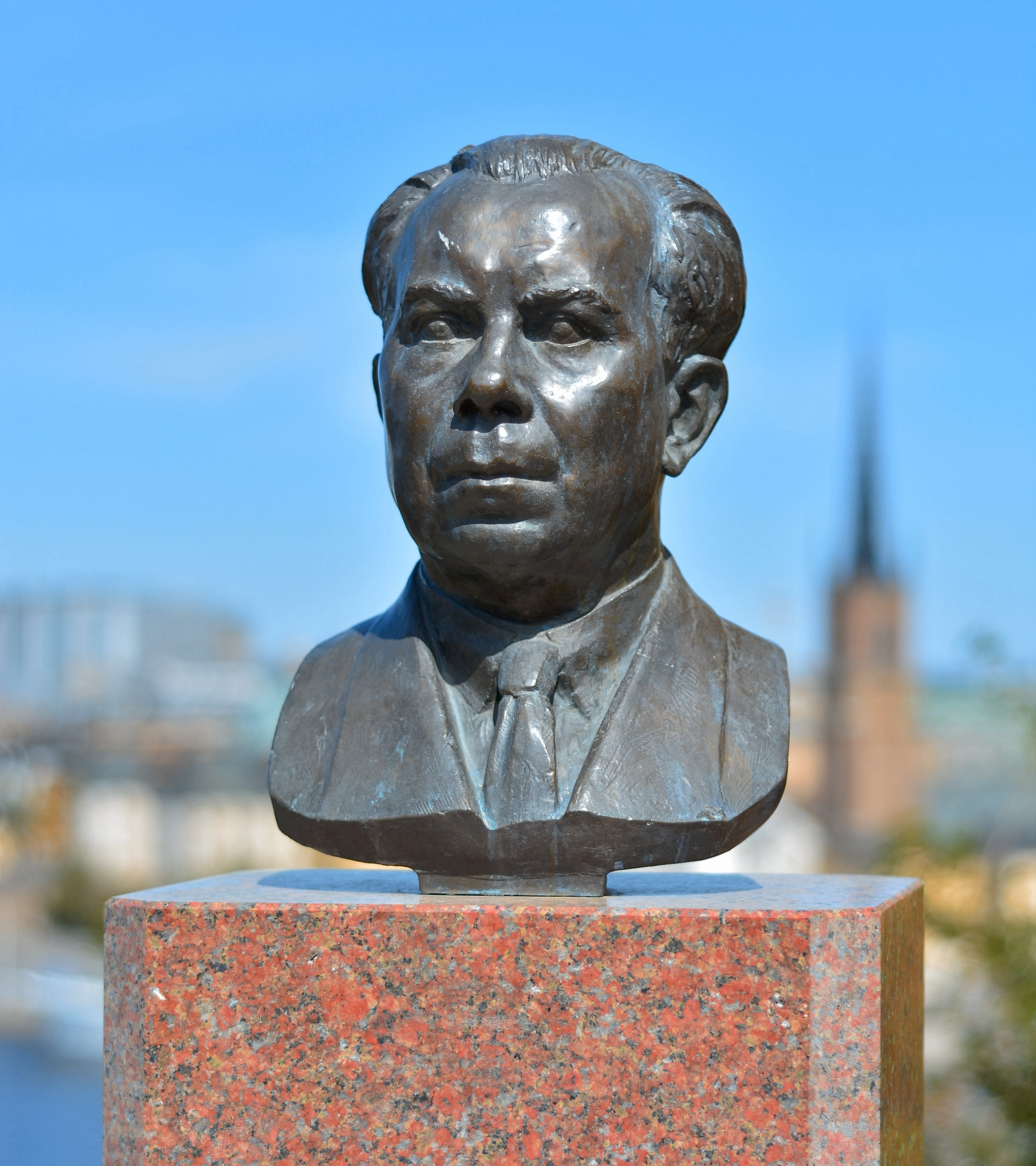
Бюст Івара Лу-Юганссона, поставлений у парку, названому іменем цього письменника.

І́вар Лу-Ю́ганссон, Карл І́вар Я́нссон або ж Карл Івар Лу (швед. Ivar Lo-Johansson, Karl Ivar Jansson, Karl Ivar Loe, *23 лютого 1901, Есму, Швеція — 11 квітня 1990, Стокгольм, Швеція) — шведський письменник. Перша частина подвійного прізвища, яким він підписував свої твори, — це так зване солдатське прізвисько. У шведській армії вживали такі прізвиська, щоб розрізняти численних однофамільців.

## Життєпис і творчість
Івар Лу-Юганссон народився в місцевості Одала, неподалік міста Есму в Сермланді. Був пізньою дитиною: батьки Юган Ґоттфрід Янссон (1857–1932) і Анна Ловіса Андерсдоттер (1863–1937) одружилися ще 1884 року. 1909 року Івар склав іспит у школі Сленґкрука, що в Есму, й здобув початкову освіту у школі Вестра скула, що в місті Вестерганінґе. У 1911 році його родина придбала будинок Юрґордсрінд у Тунґельсті. З 1917 по 1918 Івар відвідував зимові курси при школі в Тунґельсті. У 1919–1921 роках працював поденником, лісорубом, посильним, листоношею й мандрівним торговцем. З 1920 по 1921 він навчався на загальноосвітніх курсах при школі у Вестерганінґе. 1922 року відбув військову повинність у Свейському піхотному полку. У 1922 — 1924 роках працював каменярем у Стокгольмі. Водночас підробляв як журналіст у Седертерні. 1923 року вимушено продано на аукціоні дім його батьків.
У 1925 році Івар вирушив у закордонну подорож, що тривала до 1929-го. Мешкав у Берліні й Парижі (там він, зокрема, познайомився з Ейвіндом Юнсоном, відвідав Італію, Іспанію, Велику Британію, жив серед циган в Угорщині. 1927 року в Парижі Івар Лу-Юганссон дебютував книжкою «Бродяче життя у Франції».
У 1931 році розпочалася співпраця Івара Лу з митцем Свеном Ексетом Ерікссоном в оформленні обкладинок письменникових творів, яка тривала три десятиліття. Наступного року вийшов перший роман «Мона померла». У 1933–1943 роках літератор видавав свій цикл про шведських наймитів та поденників, який почався з «На добраніч, земле» й закінчився на «Тракторі».
1934 року Лу-Юганссон переселяється в будинок № 21 на стокгольмській вулиці Бастуґатан, де жив до самої смерті. У 1936–1942 він подорожує в сільськогосподарських провінціях, тісно співпрацюючи з профспілковою газетою «Сільський робітник».
1937 року в Данії виходить збірка оповідань про життя наймитів. Письменникові твори починають виходити також у Норвегії. У 1940-му вийшов у світ перший слов'янський переклад — «На добраніч, земле» чеською мовою.
У 1941-му твори Лу-Юганссона вперше опубліковано великим накладом у так званих народних видавництвах. Це «Тільки мама» (ABF.s serie, 18 000 примірників) і збірка оповідань «Наймитське життя» (№ 6 у FiB:s folkböcker, 60 000 примірників).
1943 року режисер Єста Седерлунд екранізував «Вулицю Кунґсґатан».
У 1946-му з'явився перший переклад однією із світових мов — роман «Тільки мама» німецькою («Nur eine Mutter», Büchergilde Gutenberg, Цюрих).
1949 року в газеті Vi («Ми») друкуються репортажі Івара Лу-Юганссона і фотографа Свена Єрлоса про шведські богадільні. Тоді ж починаються радіопередачі на цю тему. Екранізовано твір «Тільки мама» (режисер Альф Шеберґ). У 1951–1960 роках літератор публікував цикл «Автобіографія пролетарського письменника», який починається романом «Неписьменний».
У 1952-му Івара Лу-Юганссона нагороджують медаллю БМФ під девізом «Твоя книжка, наш вибір», а наступного року він здобуває дві нагороди — шведсько-норвезьку Премію Доблоуґа і Велику заохочувальну літературну премію. Відомий своїми активними громадянськими позиціями, 1 травня 1956 року письменник виголосив на мітингу в Стокгольмі промову про Швецію-богадільню.
1960 року розпочато цикл світоглядних творів романом «Блакитна діва», у якому Івар Лу-Юганссон описав своє спільне життя з письменницею Сарою Лідман у другій половині 1950-х років.
У 1961 профспілка сільськогосподарських робітників засновує стипендію Івара Лу-Юганссона.
1964 року письменник став почесним доктором Уппсальського університету.
1966 року почалася тривала співпраця із Свеном Юнґбергом в оформленні обкладинок книжок Лу-Юганссона.
У 1978-му письменник розпочав цикл романів твором «Зрілість», який нагородили Літературною премією Північної ради. Цього ж року в Стокгольмі Ула Гольмґрен захистив докторську дисертацію. Уперше темою стала творчість Івара Лу-Юганссона.
1979 року в телебаченні показано екранізацію «На добраніч, земле».
У 1986-му засновано стипендіальний фонд Івара Лу-Юганссона, або ж Премію Івара Лу. Сам письменник і став першим лауреатом нагороди. Наприкінці цього року виявилося, що в нього задавнений цукровий діабет 2-го типу. Згодом лікарі констатували ще й рак простати. 11 квітня 1990 Лу-Юганссон помер у стокгольмській лікарні «Ершта». У його заповіті вказано про заснування літературної нагороди, названої іменем письменника, — Особистої премії Івара Лу-Юганссона. Розпорядниками фонду письменник призначив Спілку письменників Швеції, Шведську академію і АБФ.

## Твори
- Vagabondliv i Frankrike (1927) — «Бродяче життя у Франції»
- Kolet i våld. Skisser från de engelska gruvarbetarnas värld (1928) — «Вугілля при владі. Нариси з життя англійських гірників»
- Ett lag historier (1928) — «Історії про закон»
- Nederstigen i dödsriket. Fem veckor i Londons fattigvärld (1929) — «Занепад у царстві смерті. П'ять тижнів у лондонському злиденному світі»
- Zigenare. En sommar på det hemlösa folkets vandringsstigar (1929) — «Циган. Літо мандрівки бездомних»
- Mina städers ansikten (1930) — «Лице моїх міст»
- Jag tvivlar på idrotten (1931) — «Маю сумніви про спорт»
- Ur klyvnadens tid (1931) — «Із розщепленого часу»
- Måna är död (1932) — «Мона померла»
- Godnatt, jord (1933) — «На добраніч, земле»
- Kungsgatan (1935) — «Вулиця Кунґсґатан»
- Statarna (1936–1937) — «Наймити»
- Jordproletärerna (1941) — «Земні пролетарі»
- Bara en mor (1939) — «Тільки мама»
- Traktorn (1943) — «Трактор»
- Geniet (1947) — «Геній»
- En proletärförfattares självbiografi (1951–1960) — «Автобіографія пролетарського письменника»
  - Analfabeten (1951) — «Неписьменний»
  - Gårdfarihandlaren (1953) — «Мандрівний торговець»
  - Stockholmaren (1954) — «Стокгольмець»
  - Journalisten (1956) — «Журналіст»
  - Författaren (1957) — «Письменник»
  - Socialisten (1958) — «Соціаліст»
  - Soldaten (1959) — «Солдат»
  - Proletärförfattaren (1960) — «Пролетарський письменник»
- Lyckan (1962) — «Щастя»
- Astronomens hus (1966) — «Астрономова домівка»
- Elektra. Kvinna år 2070 (1967) — «Електра. Жінка 2070 року»
- Passionssviten (1968–1972) — «Епос про страсті»
  - Passionerna (1968) — «Страсті»
  - Martyrerna (1968) — «Мученики»
  - Girigbukarna (1969) — «Скупці»
  - Karriäristerna (1969) — «Кар'єристи»
  - Vällustingarna (1970) — «Солодуни»
  - Lögnhalsarna (1971) — «Брехунці»
  - Vishetslärarna (1972) — «Наставники»
- Ordets makt (1973) (збірка оповідань із історичним мотивом) — «Сила слова»
- Furstarna (1974) — «Князі»
- Lastbara berättelser (1974) — «Розпусні оповідки»
- Memoarer (1978–1985) — «Мемуари»
  - Pubertet (1978) — «Зрілість»
  - Asfalt (1979) — «Асфальт»
  - Tröskeln (1982) — «Поріг»
  - Frihet (1985) — «Свобода»
- Till en författare (1988) — «Письменникові»
- Skriva för livet (1989) — «Писати про життя»
- Blå Jungfrun. En roman om diktens födelse (посмертно, 1990) — «Блакитна діва. Роман про народження поезії»
- Tisteldalen Dikter (посмертно, 1990) — «Вірші з реп'яхової долини»

### Кіносценарії
- 1943 — Kungsgatan — «Вулиця Кунґсґатан»
- 1949 — Bara en mor — «Тільки мама»

## Премії
- 1952 — Медаль БМФ
- 1953 — Премія Доблоуґа
- 1953 — Велика заохочувальна літературна премія
- 1973 — Премія Доблоуґа
- 1979 — Літературна премія Північної Ради (за автобіографічний роман «Зрілість»)
- 1982 — Медаль Геденвінда
- 1986 — Премія Івара Лу

## Почесті
- 1961 — засновано стипендію Івара Лу-Юганссона
- 1964 — почесний докторат Уппсальського університету
- 1986 — засновано стипендіальний фонд Івара Лу-Юганссона (Премія Івара Лу)
- 1990 — у Стокгольмі іменем Івара Лу названо парк
- 1991 — відкрито літературний музей у стокгольмському помешканні Івара Лу-Юганссона (Бастуґатан, 21)
- 1991 — у парку імені Івара Лу поставлено погруддя письменника